# Mohtár Amálu
Mohtár Amálu  (arabul: مختار امالو, a nemzetközi sajtóban Mokhtar Amalou; Algír, 1971. augusztus 14.–) algériai nemzetközi labdarúgó-játékvezető.

## Pályafutása
A játékvezetésből 1992-ben vizsgázott, 2005-ben lett az I. Liga játékvezetője.

### Nemzeti kupamérkőzések
Vezetett Kupa-döntők száma: 1.

#### Algéria-kupa
| Időpont        | Helyszín                       | Mérkőzés típusa | Mérkőzés               | Eredmény | Nézők száma |
| -------------- | ------------------------------ | --------------- | ---------------------- | -------- | ----------- |
| 2012. május 1. | 1962. július 5. Stadion, Algír | döntő           | CR Belouizdad–ES Sétif | 1 – 2    | 55 000      |

### Nemzetközi játékvezetés
Az Algériai labdarúgó-szövetség Játékvezető Bizottsága (JB) terjesztette fel nemzetközi játékvezetőnek, a Nemzetközi Labdarúgó-szövetség (FIFA) 2007-től tartotta nyilván bírói keretében. Több nemzetek közötti válogatott és klubmérkőzést vezetett, vagy működő társának 4. bíróként segített.

## Szakmai sikerek
2011-2012 bajnoki évet követően megválasztották az Év Játékvezetőjének.

## Kapcsolódó szócikk
- Labdarúgó-játékvezetők listája

| Elődje: Mehdi Abid Sarif | Algériai-labdarúgókupa döntő 2011–2012 | Utódja: Dzsamel Hajmúdi |